# Giovanni Lanza
Giovanni Lanza (n. 15 februarie 1810, Casale Monferrato, Piemont, Italia – d. 9 martie 1882, Roma, Regatul Italiei) a fost un politician italian și al optulea prim-ministru al Italiei între 1869 și 1873.

## Biografie
Lanza s-a născut în orașul piemontez Casale Monferrato. A studiat medicina la Torino, capitala Regatului Sardiniei, apoi s-a întors la Casale unde și-a împărțit energiile între practicarea medicinii și dezvoltarea moșiei sale de 33 de hectare din apropiata Roncaglia. A studiat și a scris despre evoluția agriculturii atât din punct de vedere practic, cât și din punct de vedere social. Lanza a fost printre primii din Monferrato care au introdus echipamente moderne precum plugurile de fier și semănătoarele și s-a implicat, de asemenea, în educația agricolă a copiilor săraci, sperând să obțină imediat „îndreptarea agriculturii noastre și ameliorarea morală și intelectuală a muncitorilor noștri agricoli”.
Lanza a fost, de asemenea, un membru activ al Asociației Agricole Subalpine din Torino și a devenit secretarul acesteia. Asociația era preocupată de reforma sferelor politice și economice, precum și a agriculturii, iar identificarea ei cu cauza naționalismului liberal – cu Risorgimento – a fost subliniată la congresul agrar din septembrie 1847 de la Casale, când Lanza a protestat energic „Viva l'Italia libera ed indipendente!" Mai târziu, el a comentat despre acel eveniment: „Nu m-am alăturat asociației doar pentru a îmbunătăți cultura de varză.”

## Colaborarea parlamentară cu Cavour
Lanza a luat parte activ la revoluția din 1848 și a fost ales în Parlamentul Piemontez în același an. S-a alăturat partidului lui Cavour și și-a dedicat atenția în principal asupra problemelor economice și financiare. A devenit ministru al educației în 1855 în cabinetul Cavour, iar în 1858 - ministru al finanțelor. A fost ministru de interne (1864–1865) în cabinetul La Marmora și a aranjat transferul capitalei la Florența. El a menținut o opoziție hotărâtă față de politicile financiare ale Menabrea, care și-a dat demisia în 1869 când Lanza a fost ales pentru a doua oară președinte al Camerei.

## Prim-ministru al Italiei
Lanza a format un nou cabinet în care s-a autodesemnat ministru de interne. Cu Quintino Sella ca ministru de finanțe, el a căutat să reorganizeze bugetul italian și și-a dat demisia atunci când proiectele lui Sella au fost respinse în 1873.

### Contribuția la Unificarea Italiei
Cabinetul său a obținut realizarea unității italiene și instalarea unui guvern italian la Roma după înfrângerea Statelor Papale la sfârșitul anului 1870.